# 黃邊短溝紅螢
黃邊短溝紅螢（学名：Plateros viduus）为紅螢科短溝紅螢屬下的一个种。